# Bampton (Devon)
Bampton es una parroquia civil situada en Devon, Inglaterra (Reino Unido). Según el censo de 2021, tiene una población de 1800 habitantes.